# Doekle Terpstra

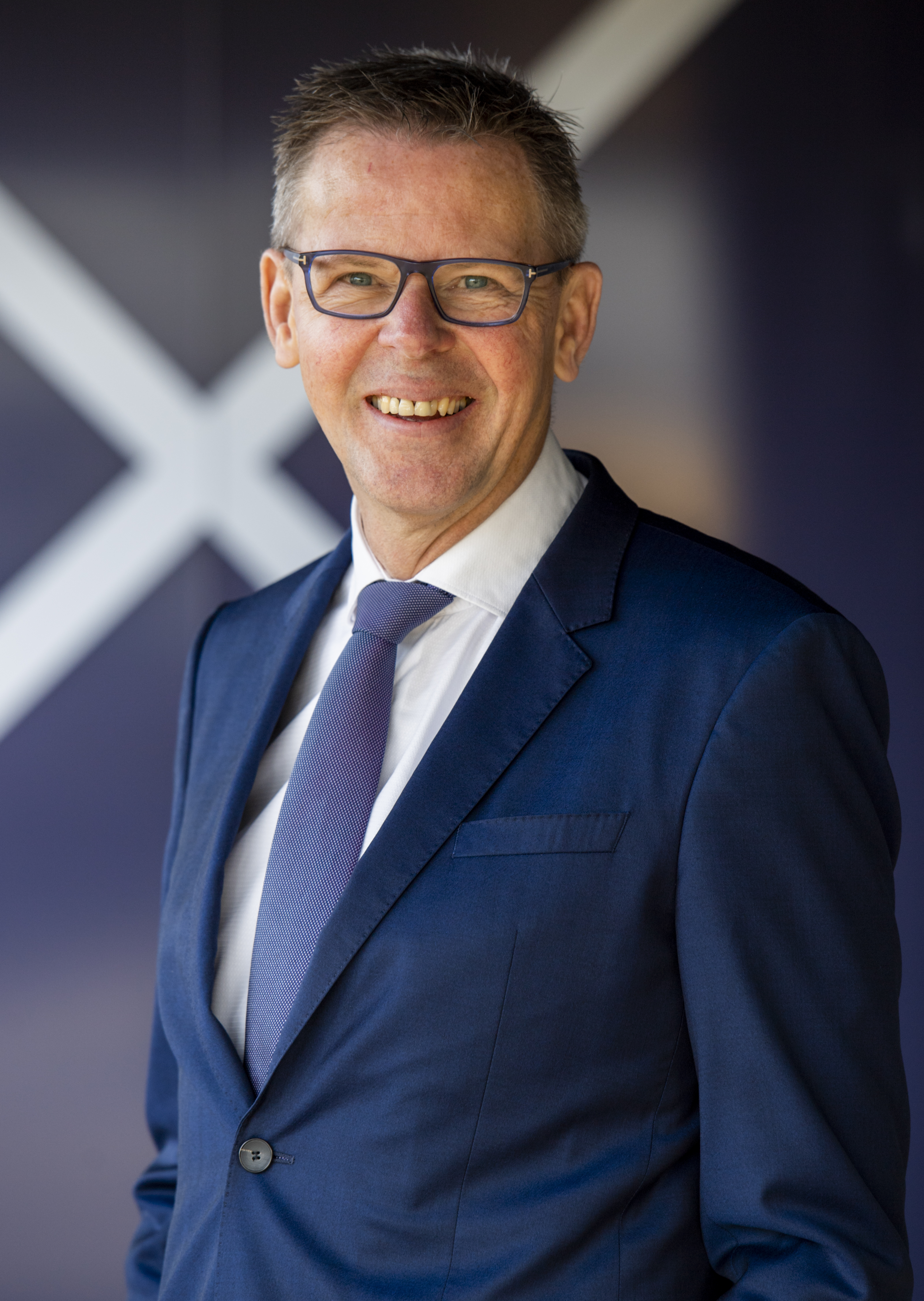
Doekle Terpstra in 2019

Doekle Terpstra (Witmarsum, 16 april 1956) is een Nederlands bestuurder. Van 1 februari 2017 tot 5 juni 2025 was Terpstra voorzitter van Techniek Nederland (voorheen UNETO-VNI), de ondernemersorganisatie voor de installatiebranche en de technische detailhandel. Vanaf mei 2014 is hij actief als aanjager van het Nationaal Techniekpact 2020. Tot 1 december 2014 was hij bestuursvoorzitter van de Hogeschool Inholland. Van januari 1999 tot en met april 2005 was Terpstra voorzitter van het Christelijk Nationaal Vakverbond (CNV) en van mei 2005 tot en met november 2010 van de HBO-raad. Tussen juni 2009 en september 2013 was hij bondsvoorzitter van de Koninklijke Nederlandsche Schaatsenrijders Bond (KNSB).

## Levensloop

### Studie
Doekle Terpstra volgde na de mavo en de havo de opleiding Personeelswerk en Arbeidsverhoudingen aan de Christelijke Sociale Academie ‘De IJsselpoort’ in Kampen (1976-1980), later onderdeel van Hogeschool Windesheim.

### CNV
Na zijn opleiding aan de sociale academie werd hij direct actief voor het Christelijk Nationaal Vakverbond (CNV) bij de Industrie- en Voedingsbond CNV in Rotterdam, achtereenvolgens als districtsbestuurder (1980-1985), districtscoördinator (1985-1989), lid van het dagelijks bestuur met de portefeuille cao-coördinatie (1989-1992) en ten slotte voorzitter (1993-1997). Vervolgens was hij tot september 1998 voorzitter van de CNV Bedrijvenbond. Van september 1998 tot januari 1999 was hij vicevoorzitter van de Vakcentrale CNV met de portefeuille cao-coördinatie.
Terpstra was van januari 1999 tot 1 mei 2005 voorzitter van de Vakcentrale CNV, als opvolger van Anton Westerlaken. Hij was toen ambtshalve lid van de Bankraad, een adviescollege van De Nederlandsche Bank.

### Lidmaatschap CDA
Terpstra is lid van het Christen-Democratisch Appèl (CDA). In de periode dat hij bij het CNV werkte, werd hij naar eigen zeggen tot tweemaal toe gevraagd zich kandidaat te stellen voor de Tweede Kamer. In een interview in 2005 liet hij weten dat hij geen parlementslid wil worden, maar wel graag minister en wellicht staatssecretaris.
In 2004 solliciteerde Terpstra naar de functie van burgemeester van Tilburg. Hij was door het CDA gevraagd zich te kandideren. De baan ging uiteindelijk naar Ruud Vreeman. Terpstra was de tweede keus.
Hij was in 2010 een fel tegenstander van het minderheidskabinet CDA/VVD met gedoogsteun van de Partij van de Vrijheid van Geert Wilders. Terpstra was voorstander van een kabinet van CDA, VVD en de PvdA.

### Beweging 'Nederland benoemt en bouwt'
Op 30 november 2007 verscheen in dagblad Trouw een artikel van Terpstra, waarin hij ageerde tegen de denkbeelden van Geert Wilders. In het stuk, getiteld "’Nee’ tegen kwade boodschap Wilders", werd de politicus verweten zijn positie te misbruiken om op te hitsen en bewust aan te sturen op polarisering in de samenleving in plaats van een inhoudelijk debat te voeren. Terpstra riep op "om op te staan tegen de verWildering van de samenleving".
De beweging kreeg vorm toen op 2 januari 2008 op de voorpagina van Trouw paginabreed een oproep werd geplaatst namens Terpstra en enkele tientallen medestanders, onder wie Foppe de Haan, Geert Mak, Elco Brinkman en Erica Terpstra, om 'problemen in de samenleving te benoemen, aan te pakken en op te lossen, zodat burgers zich met elkaar verbinden'. De publicatie stelde dat het maatschappelijke en politieke debat over de multiculturele samenleving is verhard, en dat zowel allochtone als autochtone partijen daar aan bijdragen. Er zou sprake zijn van een "neerwaartse spiraal van intolerantie en onverschilligheid".
Op 9 april 2008 verscheen het boek Benoemen en Bouwen. Doekle Terpstra in gesprek met Maarten Meester, met daarin beschrijvingen en analyses van de achtergronden van de verharding van het maatschappelijk en politiek debat over de multiculturele samenleving, en voorbeelden van integratie-initiatieven die Terpstra geslaagd vindt.

### Bondsvoorzitter KNSB
Terpstra was vanaf 27 juni 2009 voorzitter van de KNSB. Tijdens zijn voorzitterschap moest in samenspraak met de NOC*NSF geadviseerd worden over een nieuwe schaatshal, in de vorm van een Centrum voor Topsport en Onderwijs, waar als enige in Nederland grote internationale schaatstoernooien gehouden mogen worden. Uit de plannen voor de Icedôme in Almere, Thialf in Heerenveen en Transportium bij Zoetermeer, werd gekozen voor de Icedôme-locatie in Flevoland.. Icedôme is uiteindelijk toch niet gebouwd.
In 2013 kwam hij onder vuur te liggen, mede omdat de schaatsbond niet meer de organisatie op zich wilde nemen van een wereldbekerwedstrijd in Heerenveen, die daardoor naar Nur-Sultan in Kazachstan verplaatst werd. Op 28 augustus 2013 besloot de ledenraad unaniem het vertrouwen in hem uit te spreken. Dit kwam op kritiek te staan van Sven Kramer, lid van die raad maar bij de stemming niet aanwezig, die het omschreef als een gemiste kans om hem weg te sturen. Terpstra noemde de kritiek van Kramer "een kampioen onwaardig". Desondanks vroeg hij de volgende dag de ledenraad in een open brief hem per direct te ontslaan als voorzitter. Op 3 september 2013 werd hij formeel ontslagen.

### Hogeschool Inholland
Tot 1 december 2014 was Terpstra voorzitter van het College van Bestuur van de Hogeschool Inholland. Bij zijn aantreden was zijn belangrijkste opdracht de bestuurs- en vertrouwenscrisis aan te pakken. Onder Terpstra's leiding vonden twee ingrijpende bezuinigingsrondes plaats. De inkomsten van de instelling waren sterk teruggelopen door onder meer minder overheidssteun en een sterk afgenomen aantal aanmeldingen van nieuwe studenten (35 procent minder in 2011). Hierop werd flink gesneden in banen, met als doelen de tekorten op te vangen en de kwaliteit van het onderwijs weer op peil te krijgen. Op 31 januari 2014 bevestigde Terpstra naar aanleiding van berichten in de media dat hij zijn vertrek bij de hogeschool heeft aangekondigd, "in samenspraak met de raad van toezicht". Hij meende dat zijn taak er opzat.

### Nevenfuncties
Uit hoofde van zijn voorzitterschap van de Vakcentrale CNV was hij lid van de Sociaal-Economische Raad en penningmeester van de Stichting van de Arbeid. Tevens was hij vanaf 1 maart 2000 jarenlang voorzitter van de Raad van Toezicht van de Christelijke Hogeschool Windesheim in Zwolle, evenals bestuurslid van de Christelijke Pers, het Wereldverbond Van De Arbeid (WVA) en het Europees Verbond van Vakverenigingen (EVV). Vanaf 1 mei 2005 tot en met november 2010 was Terpstra voorzitter van de HBO-raad. 
Terpstra was voorzitter van de Interkerkelijke Organisatie voor Ontwikkelingssamenwerking ICCO en lid van de raad van toezicht van de Publieke Omroep. Daarnaast was hij lid van Worldconnectors, lid van de Raad van Bestuur van NETH-ER, bestuurslid van de Stichting Duurzaam Hoger Onderwijs en lid van de Raad van Advies van Onderwijsnetwerk Belvedère. Verder bekleedt hij commissariaten bij Grontmij Nederland Holding BV, Kamer van Koophandel Nederland, AEGON en vanaf 1 juli 2007 van Unilever.
In september 2005 werd hij voorzitter van het Nationaal Glasmuseum in zijn woonplaats Leerdam.
Terpstra was voorzitter van de Commissie Budget 40+ die subsidie verdeelde over wijken die niet tot de vogelaarwijken behoren, maar die wel een vergelijkbare problematiek kennen. Eind januari 2008 werd Terpstra aangewezen als bemiddelaar tussen de minister van Binnenlandse Zaken Guusje ter Horst en de politievakbonden in de langdurende impasse rond de cao voor politiepersoneel.
In 2010 trad Terpstra toe tot het Comité van Aanbeveling van de Stichting Kairos Palestina Nederland, die steun geeft aan Palestijnse christenen. Tevens is hij bestuurslid van The Rights Forum, een kenniscentrum op het gebied van de kwestie-Palestina/Israël.
Vanaf mei 2013 is hij lid van de Commissie Gedragscode Behoorlijk Bestuur in de Semipublieke Sector.

## Persoonlijk
Terpstra is getrouwd en woont in Acquoy (gemeente West Betuwe). Hij heeft twee dochters. In 1986 en 1997 reed hij als recreant de Elfstedentocht uit.